# Kevin Conway
Kevin John Conway (ur. 29 maja 1942 w Nowym Jorku, zm. 5 lutego 2020 tamże) – amerykański aktor, reżyser i producent filmowy.

## Życiorys
Urodził się w Nowym Jorku jako syn mechanika Jamesa Johna i przedstawicielki handlowej Helen Margaret (z domu Sanders) Conwayów. Studiował aktorstwo w Dramatic Workshop w Carnagie Hall.
Został dostrzeżony w operze mydlanej ABC Świat na uboczu (A World Apart, 1971) jako Bud Whitman. Pierwszą rolą kinową była postać Weary’ego w ekranizacji powieści Kurta Vonneguta Rzeźnia nr 5 (Slaughterhouse-Five, 1972). Później grywał drugoplanowe role w dwóch filmach Sylvestra Stallone – Paradise Alley (1978) i F.I.S.T. (1978), komedii sensacyjnej Shamus (1973) obok Burta Reynoldsa i Dyan Cannon jako „Dzieciak”. W telewizyjnej adaptacji powieści Nathaniela Hawthorne Szkarłatna litera (The Scarlet Letter, 1979) wystąpił jako Roger Chillingworth, mąż Hester Prynne (Meg Foster).
W 1969 debiutował na Broadwayu. Rola Teddy’ego w produkcji off-broadwayowskiej Kiedy wracasz, Red Ryder? przyniosła mu w 1974 dwie nagrody Drama Desk i Obie. Jego najsławniejszą kreacją sceniczną był dr Frederick Treves w broadwayowskiej produkcji Człowiek słoń (The Elephant Man), rolę tę ponownie stworzył dla telewizji w 1982. W jednym z odcinków serialu Star Trek: Następne pokolenie (Star Trek: The Next Generation) – pt. „Rightful Heir” (1992) zagrał rolę Kahlessa Niezapomnianego.
15 kwietnia 1966 poślubił aktorkę i scenarzystkę Milę Quiros.

## Filmografia
- A World Apart (Świat na uboczu, 1971) jako Bud Whitman
- Rzeźnia nr 5 (Slaughterhouse-Five, 1972) jako Roland Weary
- Kompleks Portnoya (Portnoy's Complaint, 1972) jako Smolka
- Tylko jedno życie (One Life to Live, 1973) jako Earl Brock
- F.I.S.T. (1978) jako Vince Doyle
- Paradise Alley (1978) jako Stitch
- Szkarłatna litera (The Scarlet Letter, miniserial TV, 1979) jako Roger Chillingworth
- Jesteśmy snem (The Lathe of Heaven, 1980) jako dr Wiliam Haber
- Lunapark (The Funhouse, 1981) jako Conrad Straker Funhouse Barker
- Człowiek słoń (The Elephant Man, 1982, TV) jako Frederick Treves
- Punkt zapłonu (Flashpoint, 1984) jako Brook
- Policjanci z Miami (Miami Vice) – odc. „Walk-Alone” (17 października 1986) jako skorumpowany naczelnik więzienia
- Rozkoszny domek (Funny Farm, 1988) jako Crum Petree
- Swój chłopak (Homeboy, 1988) jako Grazziano
- Dobry glinarz (One Good Cop, 1991) jako Lejtnant Danny Quinn
- Jennifer 8 (1992) jako Chief Citrine
- Star Trek: Następne pokolenie (Star Trek: The Next Generation) odc. „Rightful Heir” (1992) jako klon Kahless Unforgettable
- Gettysburg (1993) jaki Sierżant Buster Kilrain (USA)
- Chłopiec do bicia (The Whipping Boy, 1994) jako rozbójnik
- Streets of Laredo (miniserial TV, 1995) jako Mox Mox
- Szybcy i martwi (The Quick and the Dead, 1995) jako Eugene Dred
- Kosiarz umysłów 2: Ponad cyberprzestrzenią (Lawnmower Man 2: Beyond Cyberspace, 1996) jako Jonathan Walker
- Sposób na Szekspira (Looking for Richard, 1996) jako lord William Hastings
- Titanic (1996, TV) jako Hudson J. Allison
- Kod Merkury (Mercury Rising, 1998) jako Joe Lomax
- Po tamtej stronie (The Outer Limits, 1995–2002) jako głos kontrolny
- Oz (1999–2003) jako Seamus O’Reily
- Two Family House (2000) jako Jim O’Neary
- Trzynaście dni (Thirteen Days, 2000) jako generał Curtis LeMay
- Czarny rycerz (Black Knight, 2001) jako król Leo
- Mark Twain (2001) jako Mark Twain (głos)
- Generałowie (Gods and Generals, 2003) sierż. Buster Kilrain
- Rzeka tajemnic (Mystic River, 2003) jako Theo
- Unforgivable Blackness: The Rise and Fall of Jack Johnson (dokumentalny, 2005) jako Jack London (głos)
- Vince niepokonany (Invincible, 2006) jako Frank Papale
- The Promise (2006)
- The Bronx Is Burning (2007) jako Gabe Paul
- The National Parks: America’s Best Idea (2009) jako głos rozmaitych postaci historycznych
- The Dust Bowl (2012) jako Ernie Pyle (głos)